# I venti di Marble Arch
I venti di Marble Arch (The Winds of Marble Arch) è un romanzo breve di genere fantasy della scrittrice Connie Willis, pubblicato nel 1999 ed edito in Italia nel 2002.
L'opera ha vinto il premio Hugo per il miglior romanzo breve assegnato nel 2000.

## Storia editoriale
Il romanzo è stato pubblicato sul numero di ottobre/novembre del 2000 della rivista Isaac Asimov's Science Fiction Magazine, classificatosi al terzo posto nel 2000 al premio Locus per il miglior romanzo breve, vincitore del premio Hugo per il miglior romanzo breve assegnato anch'esso nel 2000.
Nel 2007 il racconto è stato incluso nella raccolta di opere della scrittrice The Winds of Marble Arch and Other Stories; quest'ultimo libro ha vinto nel 2008 il premio Locus per la migliore raccolta.
In Italia il racconto è stato pubblicato nel 2002 nell'antologia I Premi Hugo 1999-2001.
L'autrice ha ambientato la storia in quello che considera uno dei suoi posti preferiti nella città di Londra: la rete della metropolitana, le sue stazioni piene di riferimenti letterari e storici. Connie Willis scoprì la bellezza di questo posto durante una delle sue prime visite nella capitale britannica e successivamente spese molte ore nell'underground londinese prendendo appunti che le sarebbero serviti per la scrittura del romanzo I venti di Marble Arch e del successivo Blackout/All Clear.

## Trama
(I venti di Marble Arch, Connie Willis)

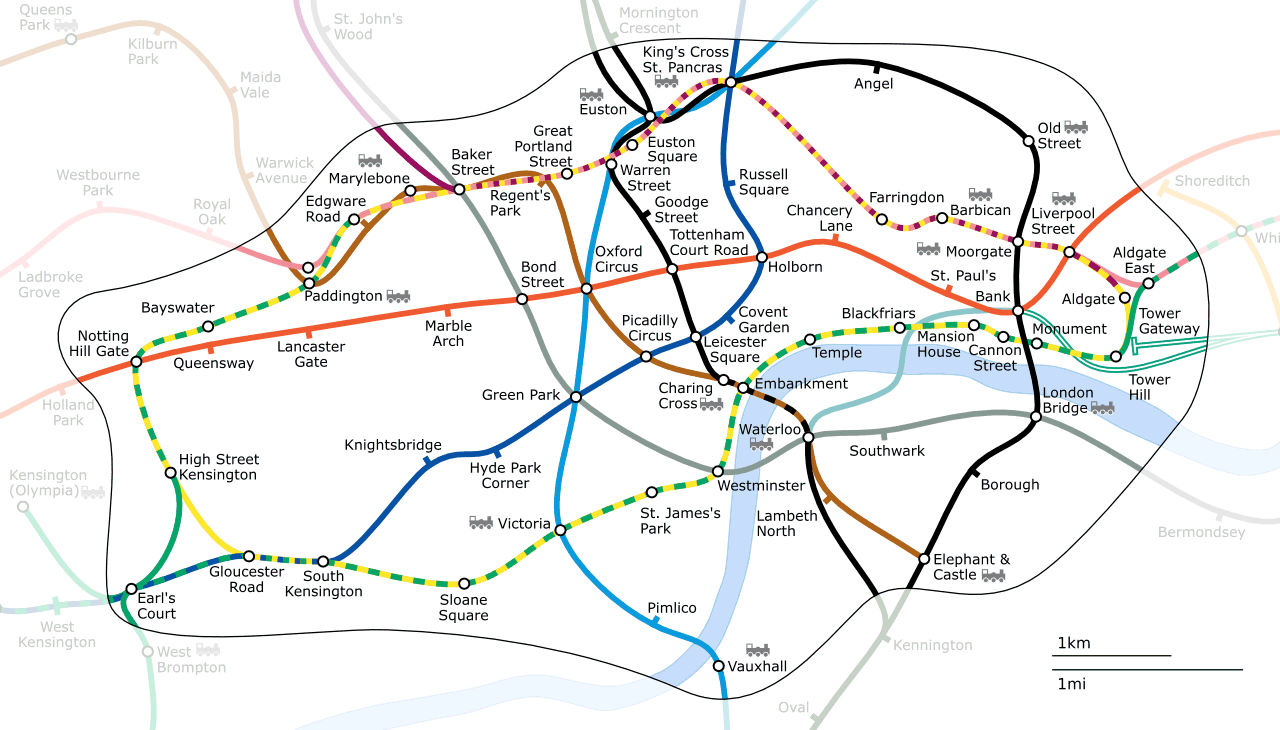
La mappa delle linee della metropolitana di Londra, nelle cui stazioni si svolge la storia

Tom e Cath sono sposati da anni e la loro relazione, seppure solida, soffre la routine quotidiana. L'occasione di partecipare a un meeting di lavoro li porta entrambi dagli Stati Uniti a Londra, città che i due avevano visitato da giovani squattrinati ma che ora, benestanti, possono godersi con maggiore agio. Il viaggio è anche l'occasione per ritrovare un'altra coppia di amici e colleghi, Elliot e Sara, e passare un po' di tempo da turisti nella capitale britannica.
Tom ama spostarsi con la metropolitana mentre Cath è restia a farlo. I due si separano ciascuno impegnato in differenti incombenze: l'uomo deve procurarsi dei biglietti per il teatro mentre Cath approfitta per incontrare Sara e passare con lei il tempo libero dagli impegni del meeting facendo shopping. Tom e Cath hanno in programma di assistere a uno spettacolo in compagnia di Elliot, Sara e del "Vecchio", un terzo amico di lunga data, estroverso complice di "zingarate" ogniqualvolta il gruppo si rincontra in giro per il mondo in occasione degli annuali meeting di lavoro.
Durante il peregrinare tra molti teatri e agenzie di prevendita per cercare i biglietti, Tom si trova coinvolto in inquietanti fenomeni che avvengono nella metropolitana: alla fermata di Charing Cross viene investito da un'impetuosa raffica di vento maleodorante di cui nessun altro sembra accorgersi. Lo stesso fenomeno si ripete Leicester Square e in altre stazioni; il vento improvviso porta con sé odori di morte, putrefazione, sangue, fango, fumo. Tom crede che le manifestazioni siano ricollegabili agli eventi della seconda guerra mondiale che hanno visto la linea della metropolitana di Londra bombardata dai tedeschi con stragi avvenute in tutte le linee dell'underground.
Tom decide di indagare e scoprirà che il fenomeno, già percepito dalla moglie durante il loro primo viaggio a Londra nella stazione di Marble Arch, non è ricollegabile ai lutti della seconda guerra mondiale ma è invece causato dall'accumulo del dolore, della disperazione e dalla tristezza che la vita deposita sulle persone e che si scarica con grande violenza sotto forma di venti impetuosi, percepiti inconsciamente dai più anziani.

## Personaggi
TomIl protagonista e narratore. Colpito da improvvise e fortissime correnti d'aria nella metropolitana londinese, accortosi che nessun altro all'infuori di lui percepisce i nauseanti odori trasportati dal vento, è intenzionato a scoprirne l'origine.
CathLa moglie di Tom, dotata di eccezionale intuito, odia la metropolitana e preferisce spostarsi in superficie. In realtà anni prima la donna era stata testimone del fenomeno decidendo da allora di evitare il sottosuolo metropolitano.
Elliot TempletonUn amico di Cath e Tom.
Sara TempletonLa moglie di Elliot, intima amica di Cath. Ha una relazione con un altro uomo e l'improvvisa scoperta del tradimento da parte del marito sconvolge il soggiorno a Londra di Cath e Tom.
"Il Vecchio"Il suo nome è Arthur Birdsall. Era sempre stato l'istrionico protagonista dei raduni annuali del gruppo ma gli amici lo trovano rapidamente invecchiato e ormai privo di quella verve che ne caratterizzava il carattere.

## Edizioni
- (EN) Connie Willis, The Winds of Marble Arch, in Isaac Asimov's Science Fiction Magazine, vol. 23, n. 10, ottobre/novembre 1999.
- Connie Willis, I venti di Marble Arch, in I Premi Hugo 1999-2001, traduzione Flora Staglianò, Grandi opere Nord, n. 34, Editrice Nord, 2002, ISBN 88-429-1232-8.
- (EN) Connie Willis, The Winds of Marble Arch, in The Winds of Marble Arch and Other Stories, Subterranean Press, 2007, ISBN 978-1-59606-110-1.
- (EN) Connie Willis, The Winds of Marble Arch, in The Best of Connie Willis: Award-Winning Stories, Random House, 2013, ISBN 978-0-345-54065-2.